# Open de Baleares
- Este artigo fala sobre o extinto torneio do PGA European Tour, que decorreu entre os anos de 1988 e 1995. Para o extinto torneio do PGA European Tour, que já foi chamado de Turespana Masters Open Baleares, em 1998, veja Turespana Masters.

O Open de Baleares foi um torneio masculino de golfe no circuito europeu da PGA, que foi disputado entre os anos de 1988 e 1995. Teve cinco nomes em cinco anos. Três das cinco primeiras edições foram vencidas pelo espanhol Severiano Ballesteros, em 1988, 1990 e 1992. Em 1992, Severiano e o sueco Jesper Parnevik terminaram empatados com 277 tacadas (70-70-69-68), onze abaixo do par do campo. Severiano vence no playoff.